# Mario Medina
Mario Medina Rojas (ur. 2 września 1952 w Juchitán) – meksykański piłkarz występujący na pozycji ofensywnego pomocnika, w późniejszym czasie trener.

## Kariera klubowa
Medina rozpoczynał swoją karierę piłkarską w klubie Deportivo Toluca, do którego seniorskiej drużyny został włączony jako dwudziestolatek przez szkoleniowca Ignacio Trellesa. W meksykańskiej Primera División zadebiutował w sezonie 1972/1973, szybko zostając wyróżniającym się graczem swojej ekipy. W rozgrywkach 1974/1975 wywalczył z zespołem prowadzonym przez urugwajskiego trenera Ricardo de Leóna tytuł mistrza Meksyku, a także zajął drugie miejsce w krajowym superpucharze – Campeón de Campeones. Ogółem w Toluce spędził dziewięć lat, niemal cały czas będąc podstawowym piłkarzem, po czym odszedł do klubu Cruz Azul z siedzibą w stołecznym mieście Meksyk. Tam nie odniósł jednak żadnego sukcesu i pozostawał rezerwowym zawodnikiem, a po upływie roku podpisał umowę z CF Monterrey, gdzie w wieku 31 lat, trapiony kontuzjami, zdecydował się zakończyć karierę. Po zakończeniu kariery został trenerem, precując między innymi w czwartoligowym Club Tecamachalco.

## Kariera reprezentacyjna
W reprezentacji Meksyku Medina zadebiutował za kadencji selekcjonera Ignacio Trellesa, 3 sierpnia 1975 w przegranym 0:1 meczu towarzyskim z RFN. W 1978 roku został powołany przez trenera José Antonio Rocę na Mistrzostwa Świata w Argentynie, gdzie pozostawał jedynie rezerwowym swojej drużyny i nie wystąpił w żadnym spotkaniu, za to jego kadra po zanotowaniu kompletów trzech porażek odpadła z mundialu już w fazie grupowej. Premierowego gola w zespole narodowym strzelił 1 listopada 1979 w wygranym 1:0 sparingu z Peru. Ogółem swój bilans reprezentacyjny zamknął na osiemnastu rozegranych spotkaniach, wszystkich towarzyskich, w których dwukrotnie wpisywał się na listę strzelców.